# Championnat de France des rallyes 1984
Navigation
Édition précédente Édition suivante
Le championnat de France des rallyes 1984 fut remporté par Jean Ragnotti sur une Renault 5 Turbo. C'est la dernière saison du championnat "mixte" qui mélangeait les épreuves terres et asphaltes.

## Rallyes de la saison 1984
| N° | Dates                     | Rallye                    | Vainqueur           | Copilote          | Voiture         |
| 1  | 2 mars-4 mars             | Rallye Lyon-Charbonnières | Bernard Darniche    | Alain Mahé        | Audi Quattro    |
| 2  | 30 mars-1er avril         | Rallye des Garrigues      | Jean-Claude Andruet | Martine Rick      | Lancia 037      |
| 3  | 14 avril-15 avril         | Critérium Alpin           | Jean Ragnotti       | Pierre Thimonier  | Renault 5 Turbo |
| 4  | 3 mai-5 mai               | Tour de Corse             | Markku Alén         | Ilkka Kivimäki    | Lancia 037      |
| 5  | 18 mai-19 mai             | Rallye Terre de Provence  | Guy Fréquelin       | Christian Gilbert | Opel Manta 400  |
| 6  | 30 juin-1er juillet       | Rallye des 1000 Pistes    | Henri Toivonen      | Ian Grindrod      | Porsche 911     |
| 7  | 8 septembre-9 septembre   | Rallye du Mont-Blanc      | Jean Ragnotti       | Pierre Thimonier  | Renault 5 Turbo |
| 8  | 24 septembre-28 septembre | Tour de France automobile | Jean Ragnotti       | Pierre Thimonier  | Renault 5 Turbo |
| 9  | 11 octobre-14 octobre     | Rallye d'Antibes          | Carlo Capone        | Sergio Cresto     | Lancia 037      |
| 10 | 23 novembre-25 novembre   | Rallye du Var             | Jean-Claude Andruet | Annick Peuvergne  | Lancia 037      |

## Classement du championnat
| Place | Pilote              | Voiture                  | Points | 1   | 2   | 3   | 4   | 5   | 6  | 7   | 8   | 9  | 10  |
| ----- | ------------------- | ------------------------ | ------ | --- | --- | --- | --- | --- | -- | --- | --- | -- | --- |
| 1er   | Jean Ragnotti       | Renault 5 Turbo          | 104    |     |     | 1er | 3e  | 2e  | 7e | 1er | 1er | 4e |     |
| 2e    | Guy Fréquelin       | Opel Manta 400           | 85     |     | 2e  | 3e  | 9e  | 1er |    |     | 3e  | 3e | 2e  |
| 3e    | Jacques Panciatici  | Alfa Romeo GTV6 Gr N     | 75     |     |     | 8e  |     |     |    | 11e | 9e  |    |     |
| 4e    | Bernard Darniche    | Audi Quattro             | 65     | 1er | 6e  | 6e  | ab  |     |    | 2e  | 4e  |    |     |
| 5e    | Alain Oreille       | Renault 11 Turbo Gr A    | 58     |     |     |     | 21e |     |    | 13e | ab  |    |     |
| 6e    | Jean-Claude Andruet | Lancia 037               | 56     |     | 1er |     | 6e  |     |    |     | 2e  |    | 1er |
| 7e    | François Chatriot   | Renault 5 Turbo          | 55     | 4e  | 4e  | ab  | 8e  | 4e  | 2e |     | ab  | ab | 3e  |
| 8e    | Bertrand Balas      | Alfa Romeo GTV6 Gr A     | 52     |     |     |     | 18e |     |    | 7e  | 6e  |    |     |
| 9e    | Yves Loubet         | Alfa Romeo GTV6 Gr A     | 31     |     |     |     | 10e |     |    |     |     | 8e |     |
| 10e   | Gilbert Renoux      | Volkswagen Golf GTI Gr N | 24     |     |     |     |     |     |    |     |     |    |     |

### Autres championnats/coupes sur asphaltes
Championnat de France des rallyes 2e Division : 
- 1er  Bruno Bouscary sur Renault 5 Turbo
- 2e  Christian Rigollet sur Alfa Romeo GTV6 Gr A
- 3e  Jean-Paul Bouquet sur Talbot Samba